# Jours tranquilles à Sarajevo
Pour plus de détails, voir Fiche technique et Distribution.
Jours tranquilles à Sarajevo est un film français réalisé par François Lunel en 1999.

## Synopsis
En pleine guerre, Senka va tous les jours au théâtre avec son beau-frère Zan afin d’y jouer une pièce. Elle souffre de l’absence de son compagnon, soldat dans l’armée bosniaque.

## Fiche technique
- Réalisation : François Lunel
- Scénario : François Lunel
- Société : Promenades Films
- Genre : drame
- Durée : 80 minutes
- Année : 1996
- Pays de production :  France
- Langue : français, serbo-croate
- Couleur : couleur
- Date de sortie : 
  - France : 26 mars 2003

## Distribution
- Chloé Glodjo :
- Vanessa Glodjo : Genka
- Admir Glamocak : Zan
- Sanja Ourdan : Emina
- Dragan Marinkovic : Dragan
- Žan Marolt :
- Miodrag Trifunov : Pjer
- Alen Camdzic : Camac
- Senad Basic : Le soldat à l’hopital
- Emina Muftic : La voisine
- Krunoslav Mitrovic : Le pêcheur
- Amir Stupac : Le vendeur d’essence
- Nermin Tulic : L’officier de caserne
- Radomir Jaglicic : Le machiniste
- Mustafa Jasarevic : Le policier

## Sélection
- 2002 : Festival de Cannes (programmation ACID)